# Urlo di Wilhelm
L'urlo di Wilhelm (Wilhelm scream) è un effetto sonoro cinematografico costituito da un acuto urlo di una persona che viene colpita o uccisa da qualcosa. L'urlo è generalmente utilizzato per dare voce a personaggi che muoiono cadendo da grandi altezze.
Usato per la prima volta nel film del 1951 Tamburi lontani, in cui uno dei personaggi veniva fatto a pezzi da un alligatore, l'urlo Wilhelm venne riutilizzato dal montatore Ben Burtt nel film Guerre stellari, che usò l'effetto sonoro come easter egg, per poi prendere piede in altre produzioni come film, serie televisive e videogiochi.
L'urlo di Wilhelm è diventato un cliché famoso ed è stato usato in oltre 140 film e svariati videogiochi.

## Genesi
L'urlo di Wilhelm è apparso per la prima volta nella pellicola Tamburi lontani. In una scena del film, alcuni soldati stanno guadando una palude e uno di loro urla a causa di un morso di un alligatore, che lo trascina sott'acqua. L'urlo del personaggio fu registrato successivamente, insieme ad altri suoni per il film.

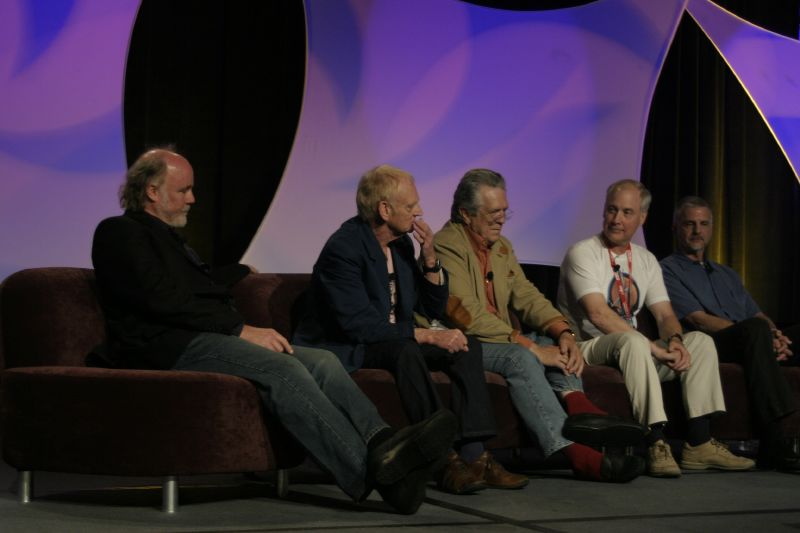
Ben Burtt (il secondo da destra) ad una convention.

Il revival di questo effetto sonoro fu ad opera del designer sonoro Ben Burtt, che scoprì la registrazione originale, rinominata dai tecnici di allora come "Uomo morso da un alligatore", e decise di usarla in Guerre stellari, incorporandola nella scena in cui Luke Skywalker uccide uno Stormtrooper, che cade rovinosamente in un precipizio. Burtt rinominò l'effetto urlo di Wilhelm, ispirato dal tenente Wilhelm, un personaggio minore che emette lo stesso urlo nel film del 1953 L'indiana bianca.
Burtt iniziò a usare il suono in tutti i film ai quali lavorò. Altri montatori del suono fecero lo stesso e l'inclusione dell'urlo di Wilhelm divenne una tradizione tra la comunità dei sound designer.
Nonostante l'identità della persona che registrò l'urlo sia sconosciuta, Burtt scoprì dei documenti, che contenevano la lista di tutti gli attori che dovevano doppiare delle parti nel film, secondo i quali la voce potrebbe essere quella dell'attore e cantante Sheb Wooley. Dopo aver ascoltato la voce di tutti gli attori presenti su quella lista, Burtt concluse che fu Sheb ad essere il probabile artefice del suono.